# Elisella linae
Elisella linae (лат.) — вид одиночных ос (Eumeninae), единственный в составе рода Elisella.

## Описание
Мелкие осы, длина тела 7—8 мм. От близких родов ос отличается следующими признаками: тергит I в дорсальном виде длиннее ширины; паратегулы сверху не видны. Переднее крыло с первой возвратной жилкой, полученной в субмаргинальной ячейке II, и второй возвратной жилкой в субмаргинальной ячейке III или интерстициальной.

## Распространение
Встречается в Афротропике (Южная Африка).